# Liliger
En liliger er en hybrid mellem en hanløve (Panthera leo) og en hunliger (Panthera leo × Panthera tigris). Den første hybrid blev født i Novosibirsk Zoo.

## Historie
Den første hybrid, en hunliliger kaldet Kiara, blev født i Novosibirsk Zoo i Rusland, i september 2012. Kiara blev født af den 8-år-gamle hunliger Zita og den hanlige afrikanske løve Samson.